# Генрі Джеймс Брук
Генрі Джеймс Брук (англ. Henry James Brooke; 1771—1857) — англійський мінералог і кристалограф.

## Життєпис
Народився 25 травня 1771 року в місті Ексетер графства Девоншир у сім'ї виробника сукна.
Навчався працювати барменом, потім послідовно займався торгівлею вовною в Іспанії, працював у американських гірничодобувних компаніях та в Лондонській асоціації страхування життя (London Life Assurance Association). При цьому захопленнями Брука були мінералогія, геологія та ботаніка. Його велика колекція черепашок та мінералів була представлена в Кембриджському університеті, а частина його колекції гравюр на цю тему була передана ним Британському музею.
Генрі Брук відкрив тринадцять нових видів мінералів і був автором низки статей Encyclopædia Metropolitana[en]. Автор книги Familiar Introduction to Crystallography (London, 1823).
Він був обраний членом Геологічного товариства Лондона в 1815, членом Лондонського товариства Ліннея в 1818, членом Королівського товариства в 1819 і іноземним почесним членом Американської академії мистецтв і наук в 1825.
Помер 26 червня 1857 року в містечку Clapham Rise і був похований на цвинтарі West Norwood Cemetery. На його честь було названо мінерал брукіт.
Його син Чарльз Брук став відомим в Англії лікарем-хірургом і винахідником.

## Окремі праці
- Familiar introduction to crystallography, London 1823.
- mit W. H. Miller An elementary introduction to mineralogy, London 1852.
- Außerdem schrieb er Artikel zu Mineralogie und Kristallographie in der Encyclopaedia Metropolitana.